# Le Houga
Pour les articles homonymes, voir Houga (homonymie).
Le Houga est une commune française située dans le département du Gers en région Occitanie. Son nom vient du gascon heugar puis folgar qui signifie « fougeraie ». Sur le plan historique et culturel, la commune est dans le Bas-Armagnac, ou Armagnac noir, un pays s'inscrivant entre les vallées de l'Auzoue, la Gélise, la Douze et du Midou.
Exposée à un climat océanique altéré, elle est drainée par le Ludon, le Gioulé, la Madone, le ruisseau de baillié, le ruisseau de la Saule et par divers autres petits cours d'eau. La commune possède un patrimoine naturel remarquable : un site Natura 2000 (le « réseau hydrographique du Midou et du Ludon ») et trois zones naturelles d'intérêt écologique, faunistique et floristique.
Le Houga est une commune rurale qui compte 1 186 habitants en 2022.  Ses habitants sont appelés les Folgariens ou  Folgariennes.
Le patrimoine architectural de la commune comprend un immeuble protégé au titre des monuments historiques : l'église Saint-Aubin, inscrite en 1983.

## Géographie

### Localisation
Le Houga est une commune de Gascogne située dans l'Armagnac. Elle est limitrophe avec le département des Landes.

### Communes limitrophes
Les communes limitrophes sont  Aire-sur-l'Adour, Bourdalat, Cazères-sur-l'Adour, Hontanx, Luppé-Violles, Lussagnet, Magnan, Mormès, Perchède, Toujouse et Vergoignan.
| Bourdalat (Landes), Hontanx (Landes)                    | Toujouse   | Mormès                |
| Lussagnet (Landes)                                      | du Houga   | Perchède              |
| Cazères-sur-l'Adour (Landes), Aire-sur-l'Adour (Landes) | Vergoignan | Magnan, Luppé-Violles |

### Géologie et relief
La superficie de la commune est de 3 151 ha. Son altitude varie de 87 à 153 m.
Le Houga se situe en zone de sismicité 2 (sismicité faible).

### Hydrographie

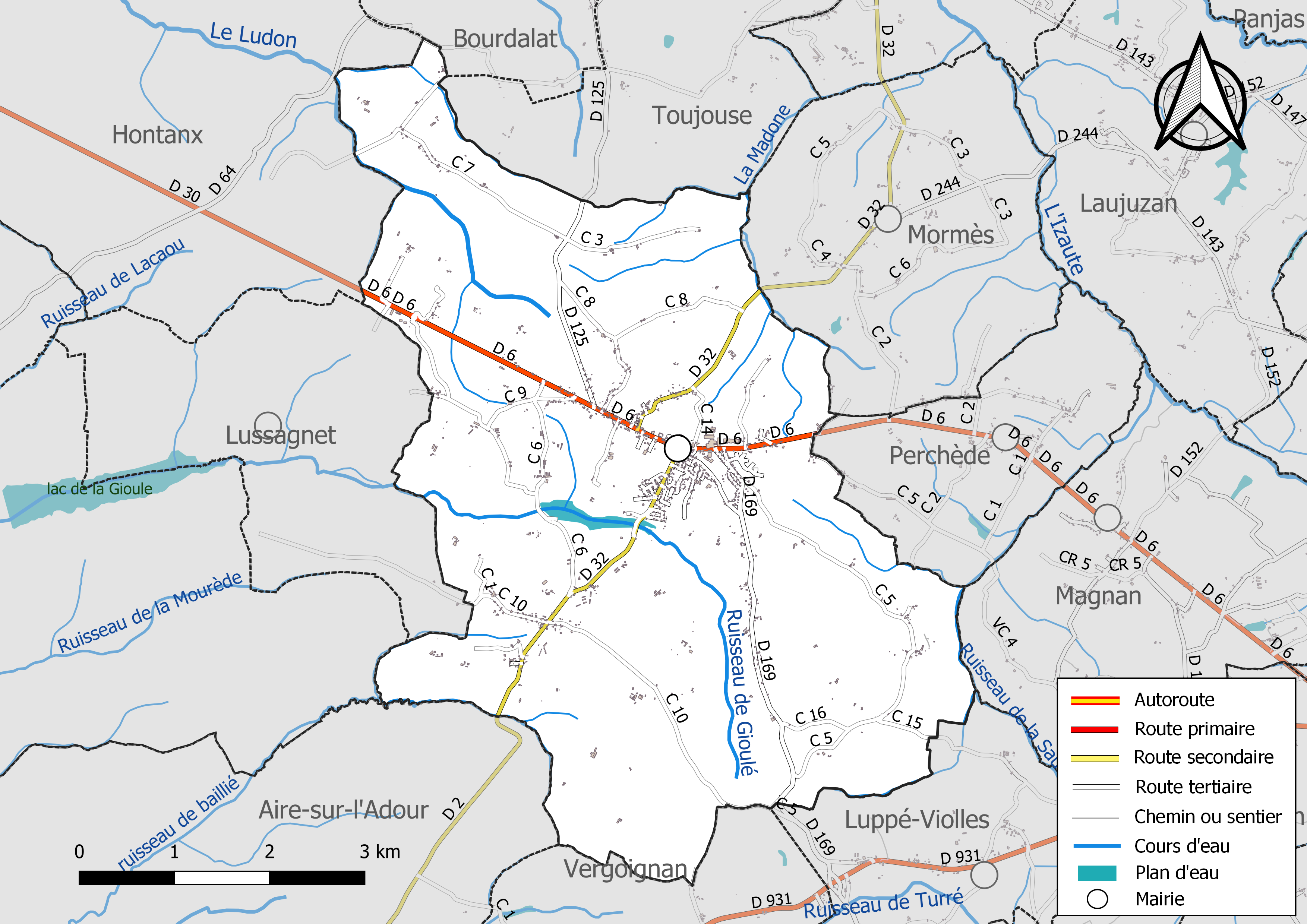
Réseaux hydrographique et routier duHouga.

La commune est dans le bassin de l'Adour, au sein du bassin hydrographique Adour-Garonne. Elle est drainée par le Ludon, le Gioulé, la Madone, le ruisseau de baillié, le ruisseau de la Saule et par divers petits cours d'eau, qui constituent un réseau hydrographique de 26 km de longueur totale,.
Le Ludon, d'une longueur totale de 26 km, prend sa source dans la commune et s'écoule du sud-est vers le nord-ouest. Il traverse la commune et se jette dans la Midouze à Bougue, après avoir traversé 6 communes.
Le Gioulé, d'une longueur totale de 17 km, prend sa source dans la commune et s'écoule d'est en ouest. Il traverse la commune et se jette dans l'Adour à Bordères-et-Lamensans, après avoir traversé 5 communes.

### Climat
Pour des articles plus généraux, voir Climat de l'Occitanie et Climat du Gers.
En 2010, le climat de la commune est de type climat océanique altéré, selon une étude s'appuyant sur une série de données couvrant la période 1971-2000. En 2020, Météo-France publie une typologie des climats de la France métropolitaine dans laquelle la commune est dans une zone de transition entre le climat océanique et le climat océanique altéré et est dans la région climatique Aquitaine, Gascogne, caractérisée par une pluviométrie abondante au printemps, modérée en automne, un faible ensoleillement au printemps, un été chaud (19,5 °C), des vents faibles, des brouillards fréquents en automne et en hiver et des orages fréquents en été (15 à 20 jours).
Pour la période 1971-2000, la température annuelle moyenne est de 13,1 °C, avec une amplitude thermique annuelle de 14,9 °C. Le cumul annuel moyen de précipitations est de 993 mm, avec 11,5 jours de précipitations en janvier et 7,3 jours en juillet. Pour la période 1991-2020, la température moyenne annuelle observée sur la station météorologique installée sur la commune est de 13,8 °C et le cumul annuel moyen de précipitations est de 875,9 mm,. Pour l'avenir, les paramètres climatiques de la commune estimés pour 2050 selon différents scénarios d'émission de gaz à effet de serre sont consultables sur un site dédié publié par Météo-France en novembre 2022.
| Mois                                  | jan.           | fév.         | mars          | avril         | mai                                       | juin          | jui.                                      | août          | sep.          | oct.          | nov.          | déc.          | année                                     |
| ------------------------------------- | -------------- | ------------ | ------------- | ------------- | ----------------------------------------- | ------------- | ----------------------------------------- | ------------- | ------------- | ------------- | ------------- | ------------- | ----------------------------------------- |
| Température minimale moyenne (°C)     | 3,2            | 3,1          | 5             | 7,8           | 10,9                                      | 14,1          | 15,9                                      | 15,3          | 12,9          | 9,9           | 6,4           | 3,5           | 9                                         |
| Température moyenne (°C)              | 6,6            | 7,4          | 9,8           | 13            | 15,9                                      | 19,4          | 21,5                                      | 21,3          | 18,9          | 15            | 10,2          | 7,2           | 13,8                                      |
| Température maximale moyenne (°C)     | 9,9            | 11,7         | 14,6          | 18,3          | 21                                        | 24,7          | 27,2                                      | 27,2          | 24,9          | 20            | 14            | 10,8          | 18,7                                      |
| Record de froid (°C) date du record   | −12,4 27.01.07 | −10 08.02.12 | −5,9 09.03.10 | −2,5 04.04.22 | 0,7 05.05.19                              | 5,4 01.06.06  | 8,8 15.07.16                              | 9,1 31.08.10  | 5 27.09.10    | −1,8 16.10.09 | −6,9 17.11.07 | −7 26.12.10   | −12,4 2007                                |
| Record de chaleur (°C) date du record | 20 01.01.22    | 25 27.02.19  | 29,4 29.03.23 | 29,5 08.04.11 | 33,1 17.05.06                             | 41,1 18.06.22 | 39,8 18.07.22                             | 40,2 23.08.23 | 37,8 12.09.22 | 32,5 01.10.23 | 26,1 01.11.20 | 20,4 30.12.22 | 41,1 2022                                 |
| Ensoleillement (h)                    | 852            | 1 262        | 1 633         | 1 842         | erreur soleil-mai n'est pas un nombre (-) | 2 269         | erreur soleil-jul n'est pas un nombre (-) | 2 382         | 2 089         | 1 567         | 1 063         | 926           | erreur soleil-ann n'est pas un nombre (-) |
| Précipitations (mm)                   | 93,8           | 69,5         | 74,8          | 75,8          | 84,3                                      | 67,8          | 48,1                                      | 47            | 66,8          | 68,5          | 100,4         | 79,1          | 875,9                                     |

### Milieux naturels et biodiversité

#### Réseau Natura 2000

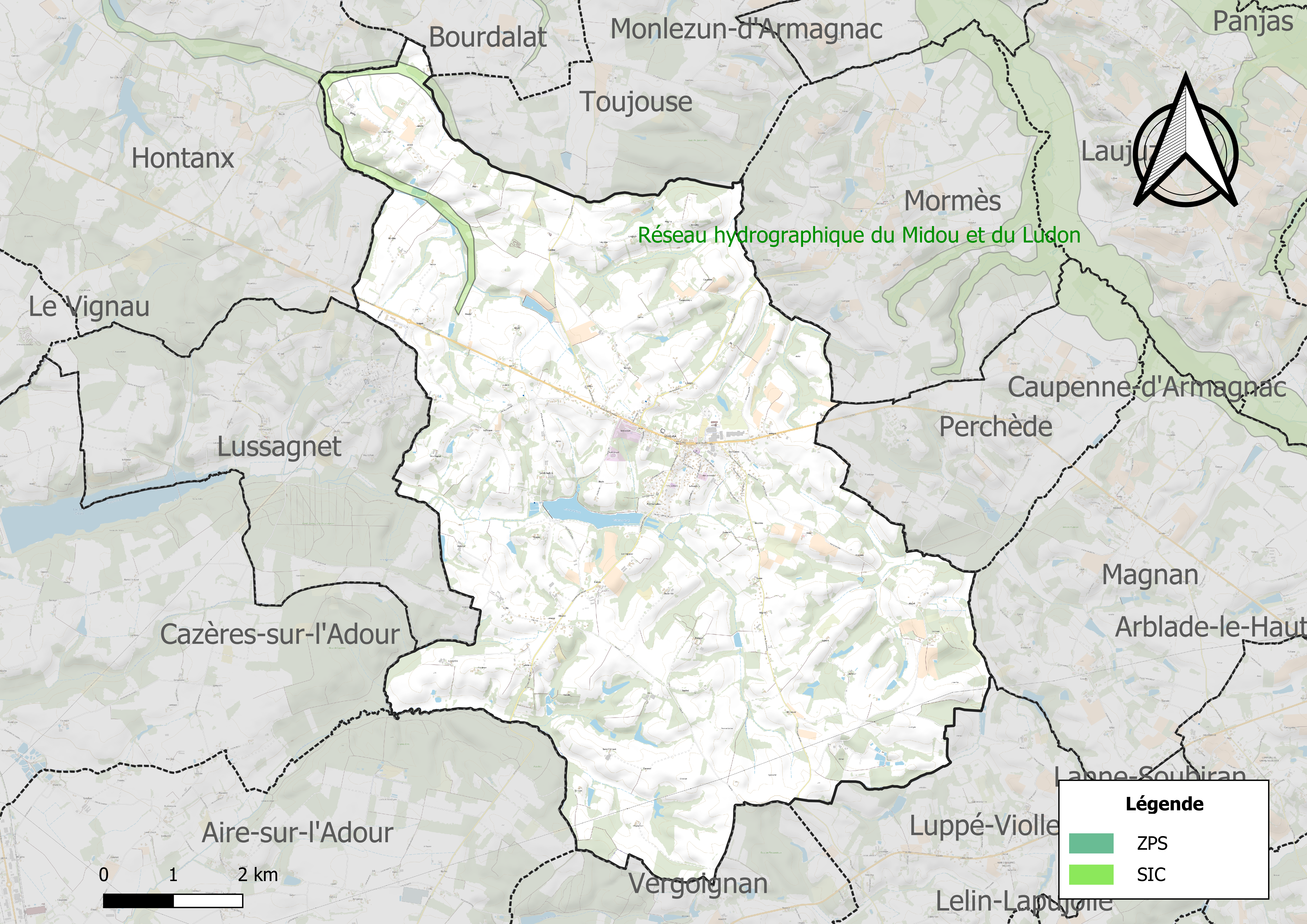
Site Natura 2000 sur le territoire communal.

Le réseau Natura 2000 est un réseau écologique européen de sites naturels d'intérêt écologique élaboré à partir des directives habitats et oiseaux, constitué de zones spéciales de conservation (ZSC) et de zones de protection spéciale (ZPS).
Un site Natura 2000 a été défini sur la commune au titre de la directive habitats : le « réseau hydrographique du Midou et du Ludon », d'une superficie de 6 542 ha, un site présentant une diversité d’habitats relativement importante, malgré une faible représentativité des habitats d’intérêt communautaire.

#### Zones naturelles d'intérêt écologique, faunistique et floristique
L’inventaire des zones naturelles d'intérêt écologique, faunistique et floristique (ZNIEFF) a pour objectif de réaliser une couverture des zones les plus intéressantes sur le plan écologique, essentiellement dans la perspective d’améliorer la connaissance du patrimoine naturel national et de fournir aux différents décideurs un outil d’aide à la prise en compte de l’environnement dans l’aménagement du territoire.
Deux ZNIEFF de type 1 sont recensées sur la commune :
l'« étang et bocage du Houga » (126 ha), et 
les « étangs et bois de Lauriéton » (29 ha)
et une ZNIEFF de type 2, : 
le « réseau hydrographique du Midou et milieux annexes » (6 344 ha), couvrant 43 communes dont 37 dans le Gers et six dans les Landes.

Carte des ZNIEFF de type 1 et 2 au Houga.
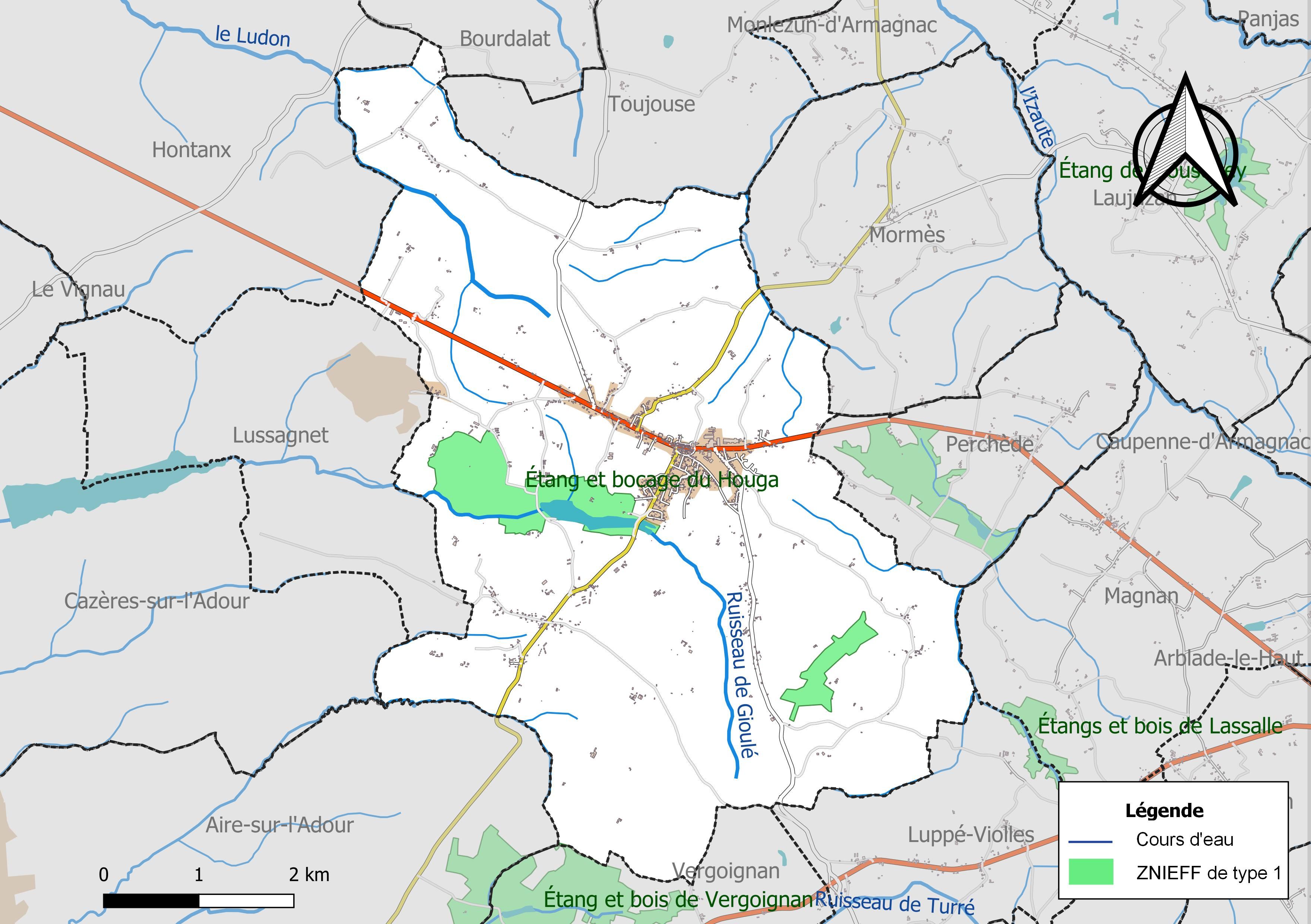
Carte des ZNIEFF de type 1 sur la commune.
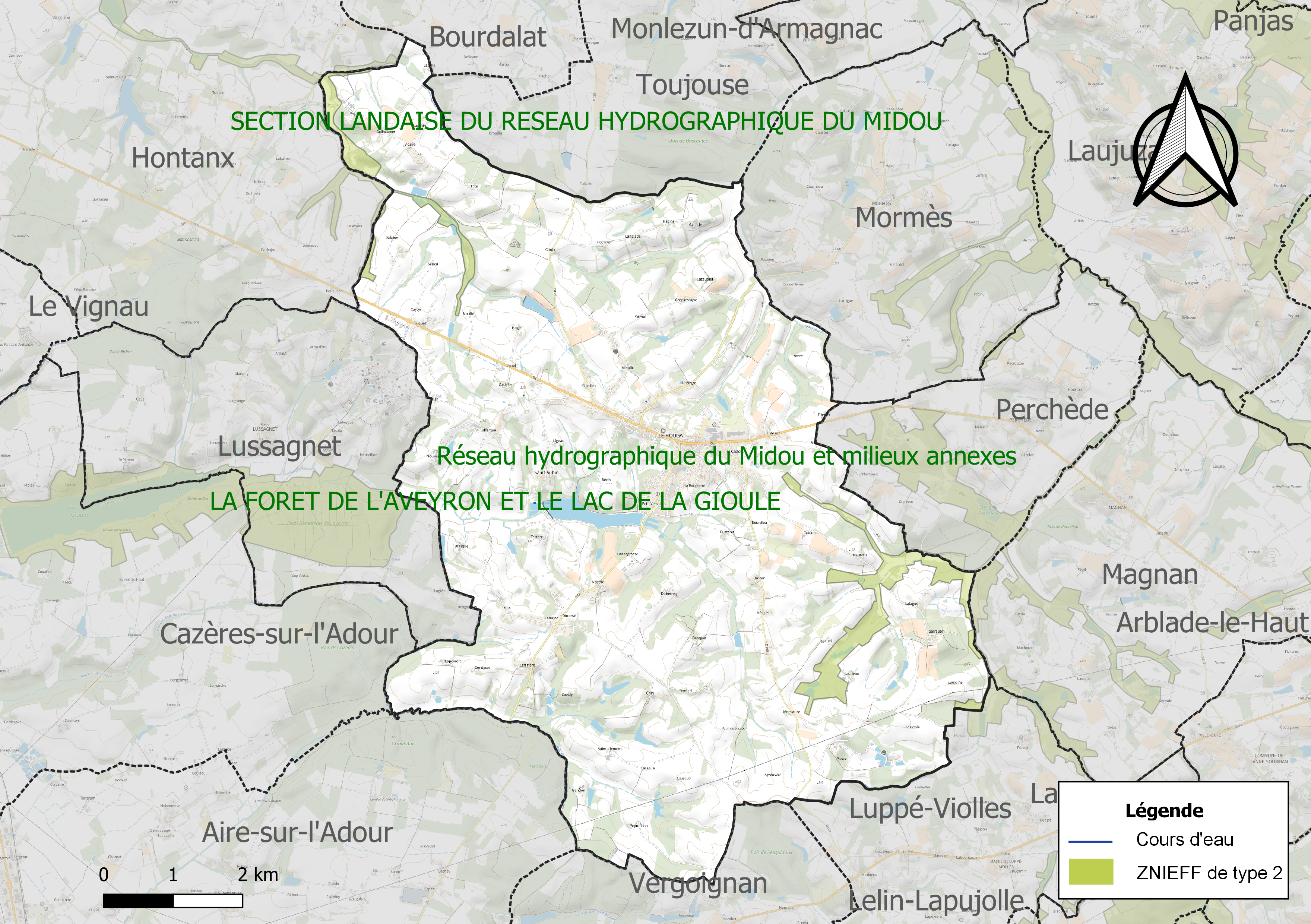
Carte de la ZNIEFF de type 2 sur la commune.

## Urbanisme

### Typologie
Au 1er janvier 2024, Le Houga est catégorisée commune rurale à habitat dispersé, selon la nouvelle grille communale de densité à sept niveaux définie par l'Insee en 2022.
Elle est située hors unité urbaine et hors attraction des villes,.

### Occupation des sols

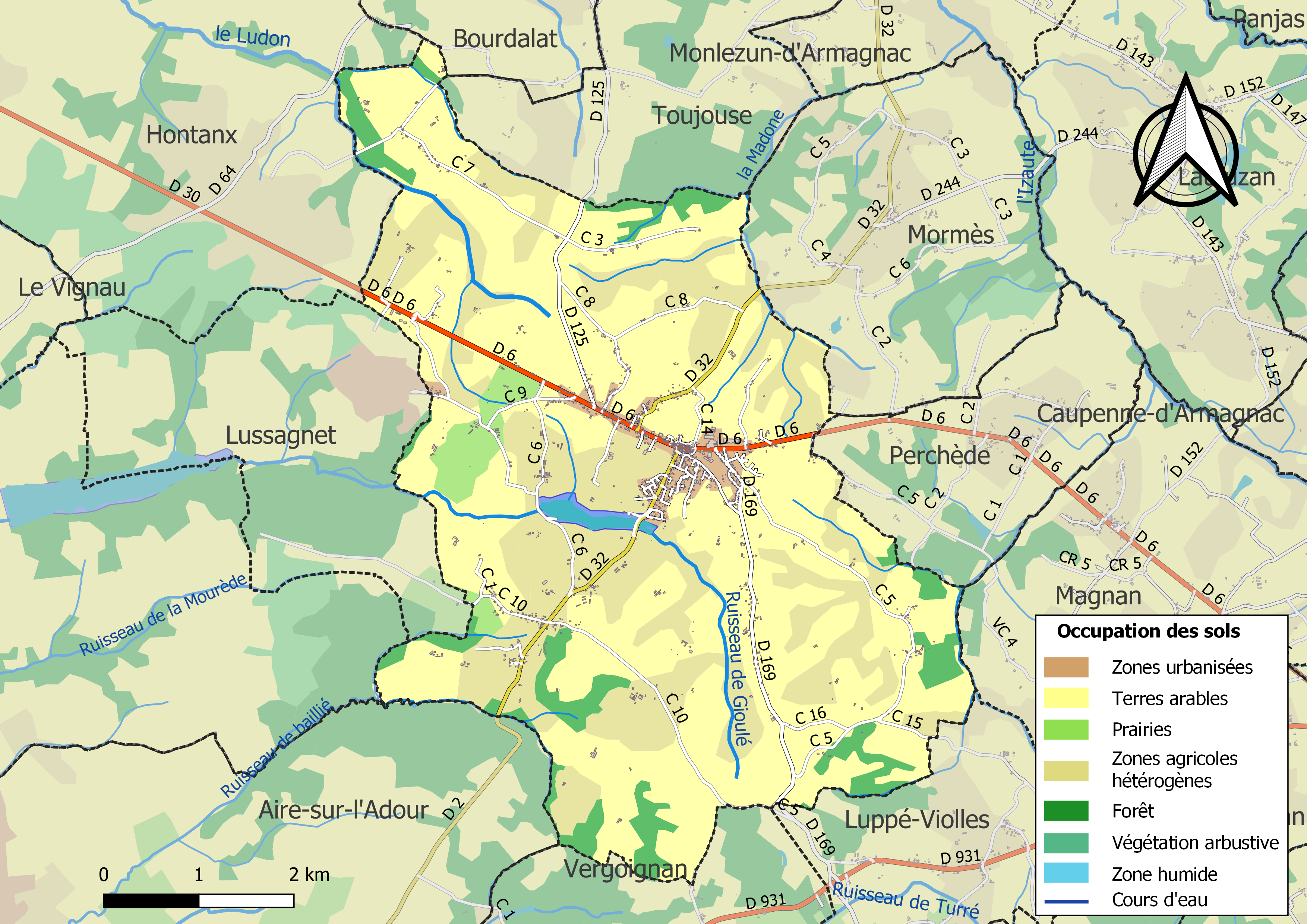
Carte des infrastructures et de l'occupation des sols de la commune en 2018 (CLC).

L'occupation des sols de la commune, telle qu'elle ressort de la base de données européenne d’occupation biophysique des sols Corine Land Cover (CLC), est marquée par l'importance des territoires agricoles (89,2 % en 2018), en augmentation par rapport à 1990 (87,4 %). La répartition détaillée en 2018 est la suivante : 
terres arables (58,2 %), zones agricoles hétérogènes (28,6 %), forêts (7,1 %), zones urbanisées (2,8 %), prairies (2,5 %), eaux continentales (0,8 %), zones industrielles ou commerciales et réseaux de communication (0,2 %). L'évolution de l’occupation des sols de la commune et de ses infrastructures peut être observée sur les différentes représentations cartographiques du territoire : la carte de Cassini (XVIIIe siècle), la carte d'état-major (1820-1866) et les cartes ou photos aériennes de l'IGN pour la période actuelle (1950 à aujourd'hui).

### Risques majeurs
Le territoire de la commune duHouga est vulnérable à différents aléas naturels : météorologiques (tempête, orage, neige, grand froid, canicule ou sécheresse) et séisme (sismicité faible). Il est également exposé à deux risques technologiques,  le transport de matières dangereuses et  le risque industriel. Un site publié par le BRGM permet d'évaluer simplement et rapidement les risques d'un bien localisé soit par son adresse soit par le numéro de sa parcelle.

#### Risques naturels

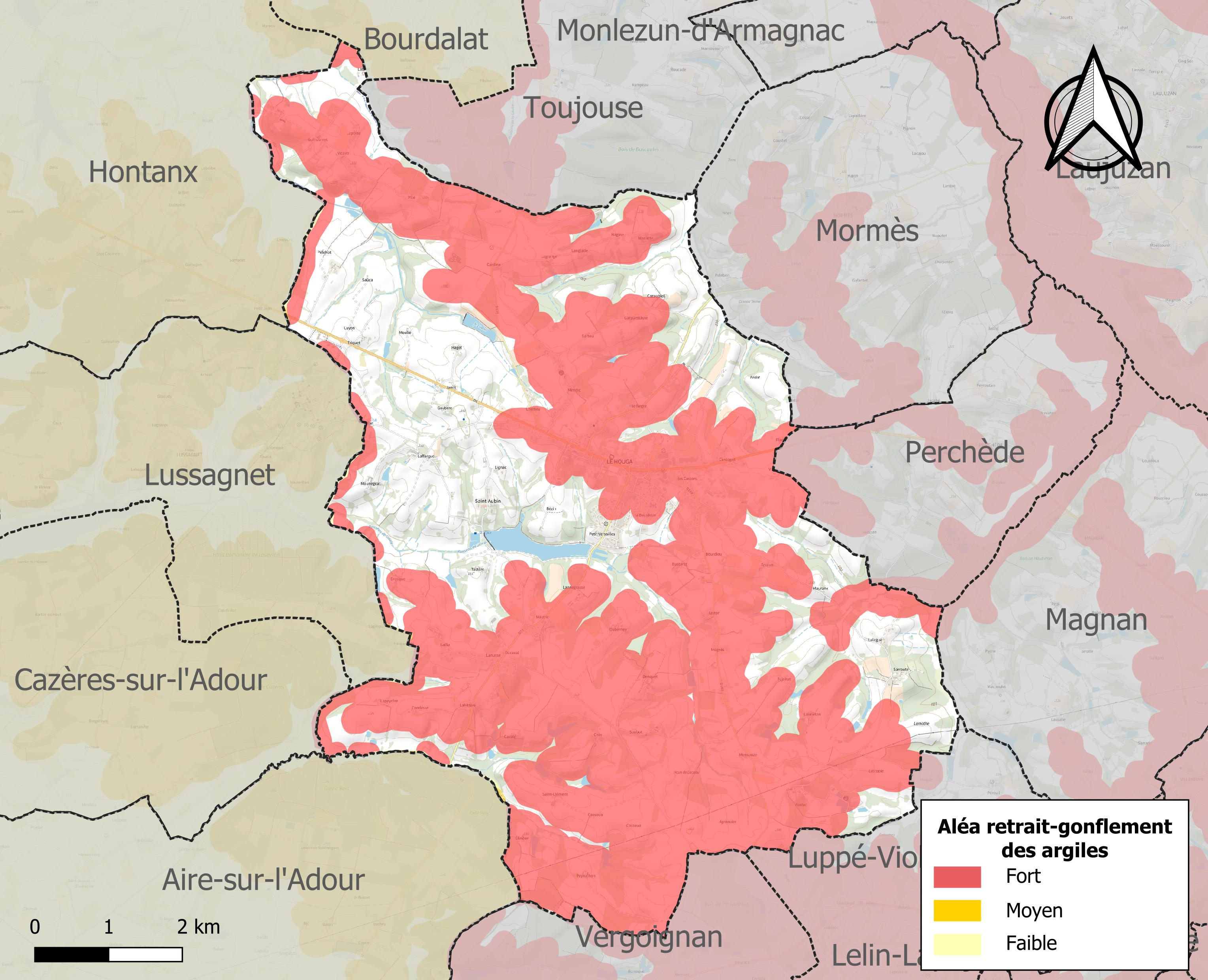
Carte des zones d'aléa retrait-gonflement des sols argileux duHouga.

Le retrait-gonflement des sols argileux est susceptible d'engendrer des dommages importants aux bâtiments en cas d’alternance de périodes de sécheresse et de pluie. 62,9 % de la superficie communale est en aléa moyen ou fort (94,5 % au niveau départemental et 48,5 % au niveau national). Sur les 599 bâtiments dénombrés sur la commune en 2019, 482 sont en aléa moyen ou fort, soit 80 %, à comparer aux 93 % au niveau départemental et 54 % au niveau national. Une cartographie de l'exposition du territoire national au retrait gonflement des sols argileux est disponible sur le site du BRGM,.
Par ailleurs, afin de mieux appréhender le risque d’affaissement de terrain, l'inventaire national des cavités souterraines permet de localiser celles situées sur la commune.
La commune a été reconnue en état de catastrophe naturelle au titre des dommages causés par les inondations et coulées de boue survenues en 1983, 1993, 1999 et 2009. Concernant les mouvements de terrains, la commune a été reconnue en état de catastrophe naturelle au titre des dommages causés par la sécheresse en 1989, 1991, 1993, 1998, 2002, 2011 et 2017 et par des mouvements de terrain en 1999.

#### Risques technologiques
La commune est exposée au risque industriel du fait de la présence sur son territoire d'une entreprise soumise à la directive européenne SEVESO.
Le risque de transport de matières dangereuses sur la commune est lié à sa traversée par des infrastructures routières ou ferroviaires importantes ou la présence d'une canalisation de transport d'hydrocarbures. Un accident se produisant sur de telles infrastructures est en effet susceptible d’avoir des effets graves au bâti ou aux personnes jusqu’à 350 m, selon la nature du matériau transporté. Des dispositions d’urbanisme peuvent être préconisées en conséquence.

## Toponymie
Le latin filicaria désignant un ensemble de fougères a donné le languedocien falguièra et le gascon heuguèra ou hoguèra, à l'origine du Houga.

## Histoire
Ancienne juridiction du Bas-Armagnac fondée vers 1060 dont le ressort s'étendait aussi sur les paroisses de Perchède et Mormès, Le Houga relevait juridiquement de la sénéchaussée de Lectoure, puis de celle d'Auch et donc du Parlement de Toulouse. Pour l'administratif et la fiscalité elle relevait de la généralité de Montauban à la création de celle-ci, et pour le religieux de l'archevêché d'Auch, quoique l'évêché d'Aire sur l'Adour se trouvât seulement à 12 km.
Entourée à l'origine de remparts et d'un fossé, la ville vit ses défenses détruites dans les années 1620. Jusqu'en 1685 des familles notables qui avaient embrassé la Réforme avaient transformé l'église en temple et le culte catholique était déplacé à l'église de Rivière-Mau à un kilomètre. Certaines de ces familles réformées émigrèrent ou se convertirent après avoir subi le logement de dragons.
Sous le Directoire, Le Houga fut érigé en canton regroupant 16 communes sous l'autorité d'un commissaire du Directoire.
Le Houga absorbe en 1829 les communes de Saint-Aubin et Laterrade-Saint-Aubin. Les anciennes paroisses de Toujun et de Rivière-Mau (Sainte Marie de Mau) lui étaient aussi rattachées. Elles sont maintenant fondues dans la même entité communale.

## Politique et administration

### Liste des maires
| Période   | Période                  | Identité                    | Étiquette | Qualité |
| --------- | ------------------------ | --------------------------- | --------- | ------- |
| 1792      | 1795                     | Joseph Garbaÿ               |           |         |
| 1795      | 1796                     | Jean Dirat                  |           |         |
| 1796      | 1798                     | Jean Lahille                |           |         |
| 1798      | 1800                     | Joseph Lasies               |           |         |
| 1800      | 1804                     | Antoine Laurentie           |           |         |
| 1804      | 1830                     | Jean Jacques Destalenx      |           |         |
| 1830      | 1846                     | Bertrand Dubosc-Taret       |           |         |
| 1846      | 1848                     | Christophe-Austinde Lacome  |           |         |
| 1848      | 1848                     | Prosper Dubosc-Taret        |           |         |
| 1848      | 1879                     | Alfred Clarens (de)         |           |         |
| 1879      | 1880                     | Albert Ducuron              |           |         |
| 1880      | 1880                     | Firmin Labadie              |           |         |
| 1880      | 1881                     | Adrien Salles               |           |         |
| 1881      | 1884                     | Pierre Destephens           |           |         |
| 1884      | 1890                     | Adrien Salles               |           |         |
| 1890      | 1892                     | Laurent Lagarosse           |           |         |
| 1892      | 1902                     | Edmond Garens               |           |         |
| 1902      | 1904                     | Clément Anglade (d')        |           |         |
| 1904      | 1910                     | Edmond Garens               |           |         |
| 1910      | 1912                     | René de Pratferré de Mau    |           |         |
| 1912      | 1919                     | Romain Guichanné            |           |         |
| 1919      | 1925                     | Edmond Garens               |           |         |
| 1925      | 1929                     | Alphonse Saint-Loubert Bié  |           |         |
| 1929      | 1935                     | Gérard Dartigalongue        |           |         |
| 1935      | 1943                     | Michel Ernest Beyrie        |           |         |
| 1943      | 1944                     | Joseph Dubosc de Pesquidoux |           |         |
| 1944      | 1947                     | Michel Ernest Beyrie        |           |         |
| 1947      | 1989                     | Louis Jean Marie Tissé      |           |         |
| mars 1989 | 1995                     | René Massenez               |           |         |
| mars 1995 | 2001                     | Philippe Labiste            |           |         |
| mars 2001 | 2014                     | Pierre Guichanné            |           |         |
| mars 2014 | En cours (au avril 2014) | Patricia Feuillet-Galabert  | PS        | Cadre   |

## Population et société

### Démographie
L'évolution du nombre d'habitants est connue à travers les recensements de la population effectués dans la commune depuis 1793. Pour les communes de moins de 10 000 habitants, une enquête de recensement portant sur toute la population est réalisée tous les cinq ans, les populations de référence des années intermédiaires étant quant à elles estimées par interpolation ou extrapolation. Pour la commune, le premier recensement exhaustif entrant dans le cadre du nouveau dispositif a été réalisé en 2007.

En 2022, la commune comptait 1 186 habitants, en évolution de −0,17 % par rapport à 2016 (Gers : +1,04 %, France hors Mayotte : +2,11 %).
| 1793  | 1800 | 1806 | 1821  | 1831  | 1841  | 1846  | 1851  | 1856  |
| ----- | ---- | ---- | ----- | ----- | ----- | ----- | ----- | ----- |
| 1 025 | 893  | 908  | 1 086 | 1 593 | 1 596 | 1 617 | 1 670 | 1 732 |

| 1861  | 1866  | 1872  | 1876  | 1881  | 1886  | 1891  | 1896  | 1901  |
| ----- | ----- | ----- | ----- | ----- | ----- | ----- | ----- | ----- |
| 1 758 | 1 796 | 1 709 | 1 727 | 1 630 | 1 674 | 1 509 | 1 542 | 1 513 |

| 1906  | 1911  | 1921  | 1926  | 1931  | 1936  | 1946  | 1954  | 1962  |
| ----- | ----- | ----- | ----- | ----- | ----- | ----- | ----- | ----- |
| 1 347 | 1 274 | 1 065 | 1 110 | 1 040 | 1 076 | 1 012 | 1 005 | 1 164 |

| 1968  | 1975  | 1982  | 1990  | 1999  | 2006  | 2007  | 2012  | 2017  |
| ----- | ----- | ----- | ----- | ----- | ----- | ----- | ----- | ----- |
| 1 182 | 1 124 | 1 173 | 1 166 | 1 101 | 1 126 | 1 129 | 1 185 | 1 170 |

| 2022  | - | - | - | - | - | - | - | - |
| ----- | - | - | - | - | - | - | - | - |
| 1 186 | - | - | - | - | - | - | - | - |

| selon la population municipale des années : | 1968 | 1975 | 1982 | 1990 | 1999 | 2006 | 2009 | 2013 |
| Rang de la commune dans le département      | 20   | 21   | 20   | 23   | 24   | 25   | 27   | 24   |
| Nombre de communes du département           | 466  | 462  | 462  | 462  | 463  | 463  | 463  | 463  |

Note : À partir de 1831, le recensement inclut les populations de Saint-Aubin et Laterrade-Saint-Aubin.

### Enseignement
Le Houga dispose d'une école élémentaire publique (53 élèves en 2013) et d'une école maternelle publique (47 élèves en 2013).
Il y a aussi un I.M.E (Institut Médico-Educatif) : I.M.E du Bas Armagnac qui comprend deux sections un IMP (Institut Médico-Pédagogique) et un IMPRO (Institut Médico-Professionnel). Il y a 2 formations qualifiantes : service en restauration et aussi assistant de vie aux familles (niveau V).

### Manifestations culturelles et festivités
Fêtes Patronales : Le weekend le plus proche de la Saint Jean-Baptiste (24 Juin)

## Économie

### Revenus
En 2018  (données Insee publiées en septembre 2021), la commune compte 512 ménages fiscaux, regroupant 1 097 personnes. La médiane du revenu disponible par unité de consommation est de 20 740 € (20 820 € dans le département).

### Emploi
|                | 2008  | 2013  | 2018  |
| -------------- | ----- | ----- | ----- |
| Commune        | 4,4 % | 7,5 % | 5,9 % |
| Département    | 6,1 % | 7,5 % | 8,2 % |
| France entière | 8,3 % | 10 %  | 10 %  |

En 2018, la population âgée de 15 à 64 ans s'élève à 637 personnes, parmi lesquelles on compte 75,3 % d'actifs (69,3 % ayant un emploi et 5,9 % de chômeurs) et 24,7 % d'inactifs,. Depuis 2008, le taux de chômage communal (au sens du recensement) des 15-64 ans est inférieur à celui de la France et du département.
La commune est hors attraction des villes,. Elle compte 543 emplois en 2018, contre 550 en 2013 et 480 en 2008. Le nombre d'actifs ayant un emploi résidant dans la commune est de 453, soit un indicateur de concentration d'emploi de 120 % et un taux d'activité parmi les 15 ans ou plus de 49,1 %.
Sur ces 453 actifs de 15 ans ou plus ayant un emploi, 210 travaillent dans la commune, soit 46 % des habitants. Pour se rendre au travail, 83,9 % des habitants utilisent un véhicule personnel ou de fonction à quatre roues, 0,2 % les transports en commun, 11,3 % s'y rendent en deux-roues, à vélo ou à pied et 4,6 % n'ont pas besoin de transport (travail au domicile).

### Activités hors agriculture
84 établissements sont implantés  au Houga au 31 décembre 2019. Le tableau ci-dessous en détaille le nombre par secteur d'activité et compare les ratios avec ceux du département,.
| Secteur d'activité                                                                                        | Commune | Commune | Département |
| Secteur d'activité                                                                                        | Nombre  | %       | %           |
| --- | ------- | ------- | ----------- |
| Ensemble                                                                                                  | 84      |         |             |
| Industrie manufacturière, industries extractives et autres                                                | 6       | 7,1 %   | (12,3 %)    |
| Construction                                                                                              | 13      | 15,5 %  | (14,6 %)    |
| Commerce de gros et de détail, transports, hébergement et restauration                                    | 30      | 35,7 %  | (27,7 %)    |
| Activités financières et d'assurance                                                                      | 1       | 1,2 %   | (3,5 %)     |
| Activités immobilières                                                                                    | 6       | 7,1 %   | (5,2 %)     |
| Activités spécialisées, scientifiques et techniques et activités de services administratifs et de soutien | 8       | 9,5 %   | (14,4 %)    |
| Administration publique, enseignement, santé humaine et action sociale                                    | 11      | 13,1 %  | (12,3 %)    |
| Autres activités de services                                                                              | 9       | 10,7 %  | (8,3 %)     |

Le secteur du commerce de gros et de détail, des transports, de l'hébergement et de la restauration est prépondérant sur la commune puisqu'il représente 35,7 % du nombre total d'établissements de la commune (30 sur les 84 entreprises implantées  au Le Houga), contre 27,7 % au niveau départemental.

### Agriculture
La commune est dans le Bas-Armagnac, une petite région agricole occupant une partie ouest du département du Gers. En 2020, l'orientation technico-économique de l'agriculture  sur la commune est la polyculture et/ou le polyélevage.
|               | 1988  | 2000  | 2010  | 2020  |
| ------------- | ----- | ----- | ----- | ----- |
| Exploitations | 70    | 61    | 42    | 31    |
| SAU (ha)      | 2 475 | 2 182 | 1 867 | 1 643 |

Le nombre d'exploitations agricoles en activité et ayant leur siège dans la commune est passé de 70 lors du recensement agricole de 1988  à 61 en 2000 puis à 42 en 2010 et enfin à 31 en 2020, soit une baisse de 56 % en 32 ans. Le même mouvement est observé à l'échelle du département qui a perdu pendant cette période 51 % de ses exploitations,. La surface agricole utilisée sur la commune a également diminué, passant de 2 475 ha en 1988 à 1 643 ha en 2020. Parallèlement la surface agricole utilisée moyenne par exploitation a augmenté, passant de 35 à 53 ha.

## Culture locale et patrimoine

### Lieux et monuments
Église Saint-Aubin du Houga

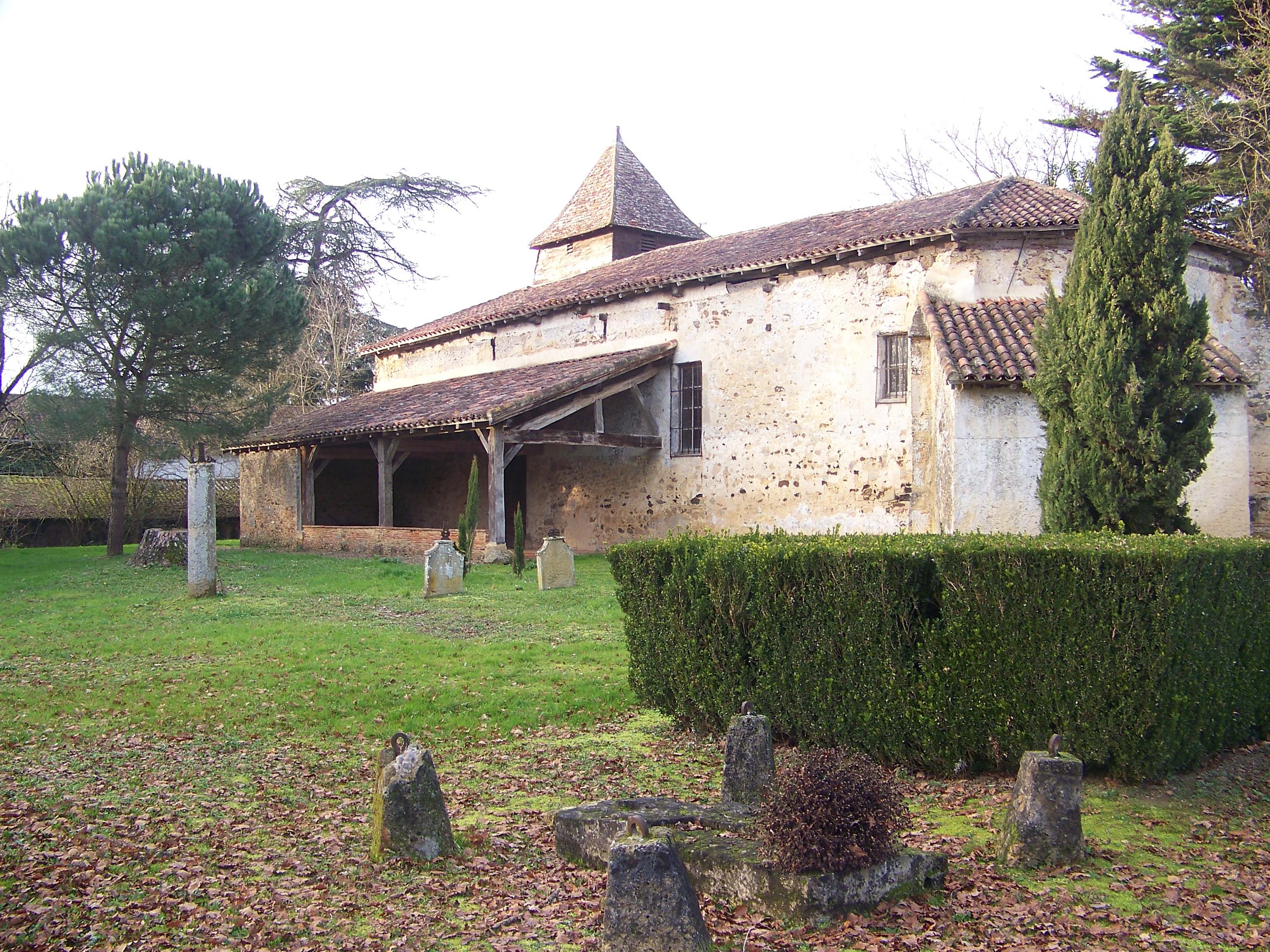
Église du quartier Saint-Aubin.

Elle est située au quartier de Saint-Aubin (ancienne paroisse).
L'église et le porche d'entrée, restauré, sont inscrits à l'inventaire des monuments historiques depuis 1983.
Sont classés au titre des monuments historiques :
- le tabernacle et le thabor du maître-autel datant du XVIIIe siècle (restauré)[43] ;
- la partie instrumentale de l'orgue daté de 1879[44].

Autres monuments
- Église Saint-Pierre : tour octogonale dite du Prince Noir d'une hauteur de 31 mètres, orgues.
- Chapelle Saint-Laurent de Toujun de style roman.
- Arènes : courses landaises, novilladas. La ville est membre du l'Union des villes taurines françaises.
- Espace zoologique : la ferme aux cerfs et sangliers.
- Stèle à la mémoire de Paul Lacôme d'Estalenx, érigée dans le jardin communal à proximité de la maison dans laquelle il vécut.

### Personnalités liées à la commune
(Liste non exhaustive classée par années croissantes)

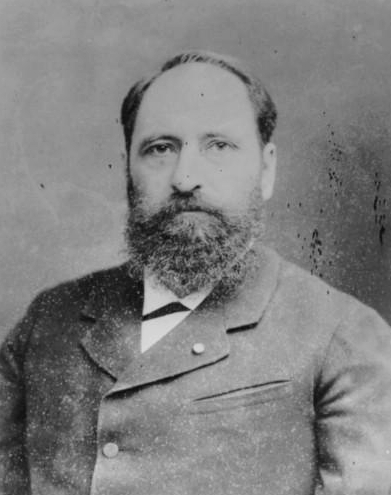
Paul Lacôme d'Estalenx, né et mort dans la commune.

- Bertrandon de la Broquière, agent de Philippe le Bon ; auteur d'une relation de voyage au Proche-Orient en 1433.
- Antoine Destremau (1636-1685), médecin en Inde à la Cour de Golconde, négociant en pierres précieuses et mécène, agent-correspondant de François Martin directeur de la Compagnie des Indes à Pondichéry ; de confession calviniste. Son testament est conservé aux Archives Nationales.
- Jean Destremau sieur de Massé, dit Jean de Massé ou João Massé (pt) (~1666 — ~1745), huguenot émigré, officier d'infanterie en Irlande et aux Pays-Bas, ingénieur des fortifications au Portugal et au Brésil, général de division de l'armée portugaise[45]. Une rue porte son nom à São Paulo.
- Raymond Ducastaing (1738-1818), homme politique né au Houga, député du clergé aux états généraux de 1789.
- Pierre-Sébastien Laurentie (1793-1876), journaliste, professeur et historien, est né sur la commune[46].
- Paul Lacôme d'Estalenx (1838-1920), compositeur et critique musical, est né et mort sur la commune[47].
- Joseph Lasies (1862-1927), député du Gers puis de la Seine, est né sur la commune[48].
- Joseph de Pesquidoux (1869-1946), écrivain et académicien, a vécu et est mort sur la commune[49].
- Julien Péridier (1882-1967), astronome et créateur de l'observatoire astronomique de Houga, a vécu et est mort sur la commune[50].
- Jean-François d'Estalenx (1886-1971), historien, romancier, lexicographe et musicologue[51], est né et mort sur la commune[52].
- Henri Massis (1886-1970), critique, essayiste et historien, a séjourné sur la commune durant l'été 1926.
- Luis Ocaña (1945-1994), coureur cycliste et vainqueur du Tour de France 1973, a été résident du Houga[53].
- La famille Dubarry, rendue célèbre par Jeanne Bécu, comtesse du Barry par mariage, au XVIIIe siècle.

### Héraldique
| Blason | Blasonnement : D'azur aux deux clefs renversées d'or passées en sautoir. |